# Niviventer hinpoon
Niviventer hinpoon is een knaagdier uit het geslacht Niviventer dat voorkomt op het Khorat Plateau in de Thaise provincie Saraburi. Het dier leeft op kalksteenrotsen.
N. hinpoon verschilt sterk van andere soorten (het is de enige soort van het geslacht met een geelbruine buik), zodat hij door sommige onderzoekers in een aparte groep binnen Niviventer is geplaatst. Latere morfometrische gegevens wijzen echter uit dat N. hinpoon behoort tot een groep waar ook N. fraternus uit Sumatra en de wijdverspreide N. fulvescens bij horen.
Niviventer andersoni · Niviventer brahma · Niviventer bukit · Niviventer cameroni · Niviventer confucianus · Niviventer coninga · Niviventer cremoriventer · Niviventer culturatus · Niviventer eha · Niviventer excelsior · Niviventer fengi · Niviventer fraternus · Niviventer gladiusmaculus · Niviventer excelsior · Niviventer gracilis† · Niviventer hinpoon · Niviventer huang · Niviventer lepturus · Niviventer lotipes · Niviventer mekongis · Niviventer niviventer · Niviventer pianmaensis · Niviventer preconfucianus† · Niviventer rapit · Niviventer sacer · Niviventer tenaster